# لوكاس راديبي
لوكاس راديبي (بالإنجليزية: Lucas Radebe)‏ مواليد 12 أبريل 1969 في سويتو، هو لاعب كرة قدم جنوب أفريقي سابق كان يلعب كمدافع. سبق له أن لعب في كأس العالم لكرة القدم مع منتخب بلاده. لعب خلال مسيرته 314 مباراة سجل خلالها 5 أهداف.

## مرحلة الشباب

### أندية لعب لها
- نادي كايزر تشيفز

## المسيرة الاحترافية

### أندية لعب لها
- نادي كايزر تشيفز
- ليدز يونايتد

## روابط خارجية
- لوكاس راديبي على موقع الاتحاد الدولي (مؤرشف)  (الإنجليزية)
- لوكاس راديبي على موقع قاعدة بيانات كرة القدم.إي يو (الإنجليزية)
- لوكاس راديبي على موقع ناشيونال فوتبول تيمز (الإنجليزية)
- لوكاس راديبي على موقع Soccerbase.com (لاعب) (الإنجليزية)
- لوكاس راديبي على موقع عالم كرة القدم.نت (الإنجليزية)